# Lacul Bovilla
Lacul de acumulare Bovilla (în albaneză Ujëmbledhësi i Bovillës) este un lac de acumulare de 4,6 km² din Albania, la aproximativ 14 km nord-est de Tirana și la sud-est de Kruja, în Parcul Național Muntele Dajti. Acesta furnizează cea mai mare parte a apei potabile pentru Tirana.

## Geografie
Lacul este format de un baraj al râului Tërkuzë, un afluent al râului Ishëm. Tërkuzë își are izvorul la est de lanțul exterior al lanțului muntos de coastă, trecând prin canionul Shkallë e Bovillës dintre Muntele Maja e Gomtitit (1268 m) și Muntele Mali i Bjeshit (1239 m). Barajul se află la intrarea în acest canion și este realizat din conglomerat local, pietriș și nisip. Are 91 m înălțime și 130 m lungime.
Lucrările de construcție au început inițial în 1988, dar s-au oprit odată cu prăbușirea comunismului. În octombrie 1993, lucrările au fost reluate datorită sprijinului statului italian. După ce faza de construcție s-a încheiat în 1996, a durat până în 1998 ca lacul să se umple și să înceapă să-și servească scopul.
Nivelul apei variază de-a lungul anului cu 7-10 metri, nivelul maxim al apei fiind atins în lunile ploioase de iarnă. Măsurătorile din 2006 până în 2008 au arătat că cea mai mare adâncime a fost de aproximativ 45 de metri. Diferența față de adâncimea inițială de 53 de metri se datorează sedimentelor aduse de râu din amonte.
Tërkuzë furnizează aproximativ 105.000.000 m3 de apă pe an dintr-o arie de captare de aproximativ 98 km². Consumul anual de apă este de aproximativ 78.000.000 m3 - aproximativ volumul lacului. Aproximativ 1.800 de litri de apă sunt livrați în fiecare secundă către instalația de procesare a apei, printr-o țeavă de oțel (aproximativ 50 până la 57 milioane m3 pe an).   Pe lângă această apă de suprafață, alimentarea cu apă potabilă a Tiranei este completată de fântâni subterane naturale și fântâni arteziene, pentru a satisface necesarul necesar de 2,8 m3 pe secundă (estimare 2009). Conducta de oțel care leagă lacul de uzina de procesare din Kodra Kuqe, la nord de Tirana, este de aproximativ 90 cm în diametru. O parte din apa din rezervor este folosită și pentru irigații.

## Conservarea naturii
Lacul este situat în Parcul Național Muntele Dajt, puțin la sud de Parcul Național Trecătoarea Shtamë. Abrupturile din jurul canionului și barajul oferă perspective bune de escaladă. Înotul în rezervor este interzis. În lac există doar câteva feluri de pești: Schneider (Alburnoides bipunctatus) și crapul Barbus erau cei mai des întâlniți. Un mare număr de crapi de iarbă au fost prinși de pescari. Crapul argintiu (Hypophthalmichthys molitrix) a fost introdus în mod repetat pentru a îmbunătăți calitatea apei.
Nouă sate retrase cu peste cinci mii de locuitori în total sunt împrăștiate pe dealurile din jurul lacului de acumulare. Locuitorii își obțin mijloacele de existență în principal din agricultură. Aproximativ 400 de familii au trebuit să fie strămutate pentru a crea lacul de acumulare. Au primit despăgubiri pentru pământul lor, dar au existat proteste violente la adresa strămutărilor.
În septembrie 2001, un miros și un gust neplăcut au fost observate pentru prima dată în apa din lac. Ulterior, o investigație amănunțită a stabilit că calitatea apei era bună. S-a sugerat că sursa mirosului erau actinobacteriile⁠(d) și streptomicele dependente de oxigen. Experții au sugerat măsuri de reducere a turbidității apei: reîmpădurirea pentru reducerea eroziunii, o zonă protejată de-a lungul malului lacului de acumulare și procesarea apelor uzate din așezările și fermele din împrejurimi.